# Сальцин Євген Іванович
Євген Іванович Сальцин (*26 лютого 1929, Крим) радянський гравець у водне поло, срібний призер в Олімпіади 1960 року.
Народився 26 лютого 1929 року в Криму.
Виступав за команди Азербайджану. 1960 року в складі збірної СРСР з водного пола виграв срібну медаль на Олімпійських іграх. Зіграв один матч.